# Eldrine
Eldrine è un gruppo musicale fondato in Georgia.
Ha rappresentato la propria nazione all'Eurovision Song Contest 2011 con il brano One More Day, piazzandosi al nono posto.

## Formazione

### Formazione attuale
- Sophio Toroshelidze (Sopho) – voce (2011–2012, 2012–presente)
- Mikheil Chelidze (Miken) – chitarra (2007–presente)
- Beso Tsikhelashvili (DJ BE$$) – chitarra, console (2007–presente)
- Irakli Bibilashvili (Bibo) – basso (2007–presente)
- David Changoshvili (Chango) – batteria (2007–presente)

### Ex componenti
- Tamar Vadachkoria (Tako) – voce (2007–2011)
- Tamar Shekiladze (Tamta) – tastiere (2007–2012)
- Mariam Tomaradze (Mari) - voce (2012)

## Discografia

### Album
- 2011: Fake Reality

### Singoli
- 2010: Haunting
- 2011: One More Day